# Gods Will Be Watching
Gods Will Be Watching est un jeu vidéo d'aventure en pointer-et-cliquer développé par le studio indépendant espagnol Deconstructeam et édité par Devolver Digital, sorti en 2014 sur Windows, Mac, Linux iOS et Android.
Le jeu met en scène des groupes de personnages dans des situations extrêmes (survie en milieu hostile, prise d'otages…). L'utilisateur va devoir faire des choix moraux pour résoudre les situations.
Gods Will Be Watching a été prototypé dans le cadre de la Ludum Dare no 26 sur le thème « minimalisme ».

## Système de jeu
Gods Will Be Watching est donc un jeu d'aventure en pointer-et-cliquer avec l'accentuation des décisions prises par le joueur. Le jeu dure six chapitres, divisés en plusieurs actes. Votre but, à chaque chapitre, est de guider un groupe de personnages dans beaucoup de circonstances et dans un délai de temps limité, souvent en prenant des décisions morales. Vous pouvez cliquer sur le sol pour vous déplacer et sur un autre personnage pour lui parler et lui donner des ordres. Les options vous étant données étant, par exemple, de tuer un membre de votre équipe pour économiser des rations de nourriture pour le reste du groupe.
À chaque niveau (qui correspond à une scène), le joueur doit choisir une suite d'actions à effectuer (comme tirer, pirater un ordinateur, dire telle ou telle chose…), ce qui va avoir certaines conséquences (faisant éventuellement intervenir le hasard) et aussi prendre un certain temps dans l'univers du jeu : tout repose essentiellement sur la gestion du temps ; en revanche, le jeu n'est pas en temps réel : le joueur a tout loisir pour décider quoi faire à chaque étape.
Plusieurs modes de difficulté sont disponibles :
- Originale : difficulté originelle ;
- Originale light : moins difficile ;
- Mode énigme : difficulté originelle, à ceci près que l'aspect aléatoire est supprimé ;
- Mode énigme light : plus facile et sans éléments aléatoires ;
- Mode narration : le plus facile.

## Scénario
Le jeu prend place dans le futur, en 2257 CFD (Constellar Federation Date : « date de la Fédération constellationniste » en anglais), et relève de la science-fiction.
Le joueur incarne le sergent Burden, agent travaillant pour le compte de la Everdusk Company for the Universe Knowledge (E.C.U.K.) ; lors du premier chapitre, Burden infiltre un mouvement de résistance idéaliste connu sous le nom de Xenolifer, sa tâche étant d'apporter son aide à une opération de piratage informatique.

## Développement
Gods Will Be Watching a été originellement développé comme prototype pour la 26ème Ludum Dare, le thème étant le minimalisme. Le prototype originel a été créé en 72 heures et n'avait qu'un petit scénario, transposé en chapitre dans le jeu final. Il entra à la seconde place de la compétition devant Leaf Me Alone, de Mark Foster & David Fenn.
Après cette Ludum Dare, Deconstructeam lança une campagne de crowdfunding sur Indiegogo pour le développement d'un jeu complet, avec un objectif de 8,000 euros. La campagne se termine le 15 août 2013 et a récolté 20,385 euros. Le jeu sort mondialement le 24 juillet 2014 pour Microsoft Windows, OS X et Linux.
Un épilogue pour le jeu est sorti en téléchargement gratuit en mai 2015.
Le jeu fut annoncé sur iOS et Android et ce fut Abstraction Games (qui s'était déjà occupé d'un portage de Hotline Miami, autre jeu Devolver culte) qui s'occupa du portage sur mobiles, quand les dates furent annoncées.

## Accueil
Gods Will Be Watching reçut des critiques mélangées. Les critiques ont salué le jeu pour son pixel art minimaliste, son histoire intéressante et son allure de nouvelle, mais ont critiqué sa répétitivité, son côté fastidieux et sa difficulté trop élevée. Le principal reproche fait par les critiques est la nature de son gameplay, fondé sur la méthode essai-erreur, et le manque de checkpoints, qui requiert de multiples tentatives pour un seul scénario.
Rowan Kaiser d'IGN salue l'histoire prenante et la simplicité du jeu, l'appelant "une preuve que même avec les interfaces les plus simples et des graphismes autrefois à la mode, de nouvelles combinaisons d'histoire et de gameplay est possible".
- Canard PC : 8/10[1]
- Destructoid : 8,5/10[2]
- Eurogamer : 5/10[3]
- Gamekult : 8/10[4]
- IGN : 8/10[5]
- Jeuxvideo.com : 15/20[6]